# Andrew Frank Schoeppel
Andrew Frank Schoeppel, född 23 november 1894 i Barton County, Kansas, död 21 januari 1962 i Bethesda, Maryland, var en amerikansk republikansk politiker. Han var guvernör i delstaten Kansas 1943–1947. Han representerade Kansas i USA:s senat från 1949 fram till sin död.
Schoeppel deltog i första världskriget i USA:s flotta. Han avlade 1922 juristexamen vid University of Nebraska. Han inledde sedan 1923 sin karriär som advokat i Kansas.
Schoeppel efterträdde 1943 Payne Ratner som guvernör i Kansas. Han efterträddes 1947 av Frank Carlson. Schoeppel efterträdde sedan 1949 Arthur Capper som senator för Kansas. Senator Schoeppel avled 1962 i magcancer och efterträddes av James B. Pearson.
Schoeppel var metodist. Han gravsattes på Old Mission Cemetery i Wichita.